# Cristina Gallo
Cristina Gallo Suárez (Oviedo, 6 de marzo de 1965) es una periodista deportiva y escritora española, autora del libro Lágrimas por una medalla junto a la exgimnasta Tania Lamarca, y desde mayo de 2015 directora y presentadora del programa de radio Ganamos con ellas en la RPA, dedicado a las mujeres asturianas del ámbito deportivo.

## Biografía
En 1995 se licenció en Ciencias de la Comunicación por la Universidad Europea de Madrid. Ha trabajado en las emisoras Antena 3 Radio, Cope y Onda Cero, como redactora jefe y directora de Contenidos del programa Supergarcía, presentado por José María García. Era la responsable de los contenidos del programa, guion y organización interna de la redacción, tanto la central como la de los corresponsales. Para esas emisoras ha cubierto varios Juegos Olímpicos y campeonatos mundiales de atletismo (Sevilla 1999, Edmonton 2001) y gimnasia rítmica (Sevilla 1998, Madrid 2001), además de otras competiciones de judo, hockey patines, vela o motociclismo. Ha dirigido también los portales de internet Libredirecto.com y Masdeporte, además de haber diseñado otras páginas web (www.biciclistas.es).
En abril de 2008 publicó el libro Lágrimas por una medalla, del que es autora junto a Tania Lamarca. El libro es la autobiografía novelada de la campeona olímpica de gimnasia rítmica Tania Lamarca, y narra su experiencia como deportista de élite y su vida tras retirarse de la competición.
Desde 1998 se ha especializado en mesas redondas y congresos sobre olimpismo y sobre el papel de la mujer en el mundo del deporte. Colabora con el Consejo Superior de Deportes para la elaboración del boletín electrónico de los Programas Mujer y Deporte, que tiene como objetivo visibilizar a las mujeres en el ámbito deportivo. También colaboró con el mismo organismo en la elaboración del libro Deporte y mujeres en los medios de comunicación. Sugerencias y recomendaciones (2011), cuyo objetivo es sensibilizar y mejorar el tratamiento de la información sobre las deportistas femeninas y las mujeres que trabajan en el mundo deportivo. Desde 2012 forma parte del GAPAS-D (Grupo de Apoyo para la Prevención del Abuso Sexual Infantil en el Deporte), que estudia la incidencia de los casos de este problema en España y busca medios para su prevención. Desde mayo de 2015 dirige y presenta el programa de radio Ganamos con ellas en la RPA, un magazín sobre las mujeres asturianas que se dedican al ámbito deportivo. Actualmente reside en Corella (Navarra).

## Filmografía

### Programas de radio
| Programas de radio | Programas de radio          | Programas de radio | Programas de radio         | Programas de radio |
| Año                | Título                      | Emisora            | Notas                      |                    |
| ------------------ | --------------------------- | ------------------ | -------------------------- | ------------------ |
| 1988 - 1992        | Supergarcía en la hora cero | Antena 3 Radio     | Redactora de Deportes      |                    |
| 1992 - 2000        | Supergarcía                 | COPE               | Redactora jefe de Deportes |                    |
| 2000 - 2002        | Supergarcía en la onda      | Onda Cero          | Directora de Contenidos    |                    |
| 2015 - presente    | Ganamos con ellas           | RPA                | Directora y presentadora   |                    |

### Programas de televisión
| Programas de televisión | Programas de televisión | Programas de televisión | Programas de televisión                              |
| Año                     | Título                  | Cadena                  | Notas                                                |
| ----------------------- | ----------------------- | ----------------------- | ---------------------------------------------------- |
| 2012                    | Equipo de investigación | Antena 3                | Entrevistada en el reportaje «El método Tarrés»      |
| 2018                    | Salvados                | La Sexta                | Entrevistada en el reportaje «Los reyes de la noche» |